# Рош-Пина
Рош-Пи́на́ (ивр. ראש פינה‎, также Рош-Пинна́) — населённый пункт и местный совет на севере Израиля, в исторической области Галилея (округ Верхняя Галилея). Расположен в 4 км восточнее Цфата на склоне горы Ханаан.
Под своим нынешним названием Рош-Пина была заложена 12 декабря 1884 года иммигрантами из Румынии и является одним из старейших поселений Израиля, основанных в новое время.
На 2020 год в Рош-Пине проживает 3 148 человек. Населённый пункт привлекает туристов небольшим историческим кварталом, духом рубежа XIX—XX веков, красивой природой и видами, а также соседством с долиной Хула. В поселении развита туристическая инфраструктура: гостевые дома, таверны, ремесленные и художественные магазины.

## История
Само название города означает «краеугольный камень». Название восходит к библейскому стиху: «Камень, которым пренебрегли строители, стал главою угла» (Пс. 117:22). Земля была куплена в 1875 году религиозными жителями Цфата. Первое поселение (Гей-Они) основано в 1878 году, однако из-за различных трудностей поселенцы вскоре оставили это место. В 1882 году эту землю купили выходцы из Румынии. Рош-Пину называют «матерью поселений в Галилее».

## Население
По данным Центрального статистического бюро Израиля, население на начало 2020 года составляло 3 148 человек.

## Транспорт
Рядом имеется небольшой аэропорт.